# Колін Пауелл
Колін Лютер Пауелл (англ. Colin Luther Powell; 5 квітня 1937, Нью-Йорк — 18 жовтня 2021) — американський політик і військовик, генерал Збройних сил США, державний секретар США під час першого терміну президента Джорджа Вокера Буша у 2001—2005. У 1989—1993 — голова Об'єднаного комітету начальників штабів. Ветеран війни у В'єтнамі. У 1987—1989 — радник з питань національної безпеки в адміністрації президента Рональда Рейгана. 1991 року брав участь у війні в Перській затоці.

## Життєпис
Народився 5 квітня 1937 в Бронксі (Нью-Йорк) у сім'ї іммігрантів з Ямайки.
Навчався у Сіті-коледжі в Нью-Йорку, у якому здобув ступінь бакалавра геології. Учасник бойових дій під час В'єтнамської війни. По закінченні війни навчався в Університеті Джорджа Вашингтона, де здобув ступінь магістра ділового управління (MBA).
У 1970—1980-х працював у міністерстві оборони, 1983 року став помічником міністра оборони К. Вайнбергера.
1986 року був призначений заступником директора Ради національної безпеки США, а в листопаді 1987 президент Рональд Рейган призначив його радником з питань національної безпеки.
Після закінчення президентського терміну Рейгана, Пауелл повернувся до армії і служив командувачем округи у Джорджії, проте вже в серпні 1989 президент Джордж Герберт Вокер Буш висунув його на посаду голови об'єднаного комітету начальників штабів. За Пауелла була успішно проведена військова операція в Панамі, США виграли також війну в Перській затоці 1990—1991 (операція «Буря в пустелі»). Пауелл відіграв вирішальну роль у переговорах з військовою хунтою на Гаїті, завдяки йому владу в країні вдалося повернути законно обраному президенту Жану-Бертрану Арістиду.
Усупереч сподіванням, оголосив у листопаді 1995, що не братиме участь у президентській кампанії 1996. Тоді ж він уперше заявив про свою приналежність до Республіканської партії. Проте 1997-го Пауелл підтримав у низці питань президента Білла Клінтона, зокрема закликав Сенат ратифікувати багатосторонній договір про заборону хімічної зброї. 2001 року, після перемоги на президентських виборах Джорджа Вокера Буша, Пауелл обійняв у новому уряді посаду державного секретаря (голови зовнішньополітичного відомства). На цій посаді Пауелл перебував до 25 січня 2005.
2008 року підтримав кандидатуру Барака Обами на пост нового президента США.
Помер на 85-му році життя, це сталося 18 жовтня 2021 року через ускладнення, спричинені COVID-19.